# Михаило Ристић (фудбалер)
Михаило Ристић (Бијељина, 31. октобар 1995) српски је фудбалер који тренутно наступа за Селту.

## Клупска каријера
Михајло Ристић је рођен у Бијељини али је одрастао у Доњој Трнови. Фудбал је почео да тренира у Партизану из Доње Трнове, где му је отац Миладин био тренер. Такође је током млађих категорија наступао за Рудар из Угљевика. Каријеру је затим наставио у млађим категоријама Црвене звезде. По први пут се у протоколу једне првенствене утакмице нашао за меч са Војводином у последњем колу такмичарске 2012/13, када је тадашњи тренер Црвене звезде Рикардо Са Пинто прикључио првом тиму неколико омладинаца. Ристић тада није дебитовао већ је меч гледао са клупе за резервне играче. Професионални уговор са Црвеном звездом потписао је у јулу 2014. године. Свој деби за Црвену звезду у Суперлиги Србије имао је 9. августа 2014. године на утакмици са Радничким из Ниша. Тадашњи тренер Ненад Лалатовић увео га је у игру у 82 минуту уместо Вукана Савићевића. Током сезоне 2014/15. углавном је играо на позицији задњег везног. Доласком Миодрага Божовића на клупу Црвене звезде, Ристић је своје шансе чекао углавном са клупе. У сезони 2015/16. мењао је више позиција у игри, те је играо централног везног, затим левог, али и левог бека. За Звезду је одиграо укупно 91 утакмицу и постигао 7 голова. Са црвено-белима је освојио шампионску титулу у сезони 2015/16. Крајем јуна 2017. потписао је петогодишњи уговор са руским Краснодаром. Након што у првом делу сезоне 2017/18. није добијао пуно прилике за игру, Краснодар га крајем јануара 2018. шаље на позајмицу у Спарту из Прага. У екипи Спарте је провео календарску 2018. годину након чега је почетком 2019. потписао за француског прволигаша Монпеље. Напустио је Монпеље по истеку уговора на крају такмичарске 2022/23. након чега је као слободан играч потписао за португалску Бенфику. Након сезоне у Бенфици, у којој је имао малу минутажу, Ристић је у септембру 2023. потписао за Селту из Вига.

## Репрезентација
Ристић је био члан репрезентације Србије до 19 година током 2013. и 2014. године. У том периоду Ристић је играо као леви бек у неким утакмицама. Такође je 2015. позван у репрезентацију до 20 година код тренера Вељка Пауновића, али је касније пропустио ФИФА Светско првенство до 20 година због операције крајника. Са репрезентацијом до 21 године је играо на Европском првенству 2017. године у Пољској где је Србија завршила учешће већ у групној фази.
Крајем септембра 2016, селектор сениорске репрезентације Србије, Славољуб Муслин, упутио је позив Ристићу за пријатељску утакмицу селекције играча из домаћег такмичења против екипе Катара, 29. септембра 2016. у Дохи. Србија је поражена резултатом 3 : 0 а Ристић је меч почео као стартер али је замењен на полувремену.

## Трофеји

### Црвена звезда
- Суперлига Србије (1) : 2015/16.

### Бенфика
- Првенство Португалије (1) : 2022/23.